# Угретрески
Угретрески (лат. Congrogadus)— род лучепёрых рыб семейства псевдохромовых. Распространены в Индо-Тихоокеанской области. Максимальная длина тела представителей разных видов варьируется от 7,1 до 45 см.

## Описание
Тело удлинённое, сжато с боков, покрыто мелкой циклоидной чешуёй. Высота тела у начала анального плавника составляет менее 16% стандартной длины тела. Рот выдвижной. Нет зубов на нёбе. На сошнике зубы есть или отсутствуют. В спинном плавнике 57—76 мягких лучей. Перед началом спинного плавника есть маленькая колючка или она отсутствует. В анальном плавнике 38—66 мягких лучей, нет жёстких лучей. Длинные спинной и анальный плавники сливаются с хвостовым плавником. В грудных плавниках 9—11 мягких лучей. Брюшные плавники отсутствуют.

## Классификация
В состав рода включают 6 родов:
- Congrogadus amplimaculatus (Winterbottom, 1980)
- Congrogadus hierichthys D.S. Jordan & R.E. Richardson, 1908
- Congrogadus malayanus (Weber, 1909)
- Congrogadus spinifer (Borodin, 1933)
- Congrogadus subducens (Richardson, 1843) — Угретреска
- Congrogadus winterbottomi  A.C. Gill, Mooi & Hutchins, 2000